# Popery Act 1698
La Popery Act 1698 (littéralement « Loi sur le papisme 1698 ») est une loi parlementaire du Parlement d'Angleterre promulguée en 1700 et s'appliquant sur le territoire de l'Angleterre. Le titre long de la loi  est « loi visant à empêcher davantage la croissance du papisme ».
La Section I était destinée à traiter une prétendue croissance récente du catholicisme romain en veillant à ce que les lois anti-catholiques existantes soient appliquées plus fortement.
À cette fin, l'article prévoyait que toute personne qui appréhendait un « évêque, prêtre ou jésuite papiste » recevrait 100 £ du shérif du comté dans les quatre mois suivant la condamnation du prêtre. Ceci équivalait à placer une prime sur les prêtres catholiques.
La Section II prévoyait que le Trésor rembourse aux shérifs les sommes dépensées pour ces paiements.
La section III, élargissant la législation existante, édictait que si un prêtre catholique était pris en sur le fait de célébrer une messe ou autre pratique religieuse, il était passible de « l'emprisonnement perpétuel » à la discrétion du roi. Malgré cette sévérité, c'était dans une certaine mesure une atténuation des dispositions de la loi 1584 sur les jésuites, qui prescrivait la peine de mort pour tout prêtre qui ne quitterait pas l'Angleterre dans les 40 jours suivant la décision de justice.
Une autre section interdit l'école catholique, l'héritage ainsi que l'achat de terres, autorisé par le droit canon.
La loi « papiste » de 1778 exempta ceux qui prêtaient serment de certaines des dispositions de la loi de 1698. L'article sur la prise et la poursuite des prêtres fut abrogé, de même que la peine d'emprisonnement perpétuel pour avoir tenu une école catholique. Cette loi a été abrogée par l'article 1 de la Religious Disabilities Act 1846 .

## Pages liées
- Anticatholicisme
- Histoire de l'Angleterre
- Loi sur la papauté (Irlande, 1703)